# Collegium Cantorum
Chór Filharmonii Częstochowskiej „Collegium Cantorum” – chór założony w 1987 roku w Częstochowie, z inicjatywy dyrygenta Janusza Siadlaka. Zespół działał pod patronatem częstochowskich wyższych uczelni, najpierw Wyższej Szkoły Pedagogicznej, a potem Politechniki Częstochowskiej pod nazwą Chór Akademicki Politechniki Częstochowskiej „Collegium Cantorum”. Od września 2012 zespół jest zawodowym Chórem Filharmonii Częstochowskiej. Zespół tworzą ludzie dla których śpiew jest pasją życia, z tego więc powodu pracy w chórze poświęcają ogromną część swego czasu.  Repertuar zespołu obejmuje muzykę wszystkich epok, począwszy od chorału gregoriańskiego, aż po utwory współczesne. Zespół dokonał wielu prawykonań utworów kompozytorów polskich (A. Koszewskiego, W. Łukaszewskiego, J. Łuciuka, R. Maciejewskiego, M. Bembinowa, E. Bogusławskiego).
Chór „Collegium Cantorum” koncertował w wielu miastach Polski i na całym świecie. W trakcie swych 17 zagranicznych podróży zespół dał koncerty w następujących krajach: Austria, Belgia, Białoruś, Francja, Hiszpania, Litwa, Łotwa, Niemcy, Norwegia, Węgry, Wielka Brytania, Włochy, a poza Europą: Argentyna (dwukrotnie), Urugwaj, Chiny i USA (dwukrotnie).
Chór brał wielokrotnie udział w wykonaniach dzieł oratoryjno-kantatowych, m.in. Requiem Verdiego wraz z Narodową Orkiestrą Symfoniczną Polskiego Radia pod dyrekcją Antoniego Wita, Donna che in ciel Haendla wraz z Connecticut Virtuosi Chamber Orchestra (USA), Vesperae solennes de Confesore Mozarta p/d Maria Antonio Russo (Argentyna), Missa solemnis Beethovena p/d Mirosława Jacka Błaszczyka i kilkakrotnie z Orkiestrą Filharmonii Częstochowskiej pod dyrekcją Jerzego Koska i Jerzego Swobody.
W listopadzie 1997 roku z inicjatywy zespołu zaistniał cykl - „Akademickie Spotkania Muzyczne”, w ramach którego „Collegium Cantorum” zaprezentowało m.in. Carmina Burana C. Orffa, West Side Story L. Bernsteina i Porgy and Bess G. Gershwina, Mszę Kreolską A. Ramireza, koncert John Lennon in memoriam, który został wybrany przez czytelników Gazety Wyborczej w Częstochowie „Wydarzeniem Artystycznym Roku 2000”. 
Od 2012 roku jego nazwa to Chór Filharmonii Częstochowskiej „Collegium Cantorum”, gdyż stał się chórem zawodowym tej instytucji. 

## Nagrania
Chór nagrał do tej pory 7 płyt CD:
- No. 1 (muzyka sakralna, kolędy oraz gospel)
- Memento mei, Domine
- Do szopy hej, pasterze
- Motety europejskie
- Juliusz Łuciuk – Choral Works (DUX, 2018)[2]
- Paweł Łukaszewski – Beatus Vir. Musica Sacra 9 (DUX, 2018)[3]
- Romuald Twardowski – Sacrum * Profanum (DUX, 2019)[4]
- Edward Pałłasz – Choral Works (DUX, 2020)[5]

oraz brał udział w kilku nagraniach festiwalowych oraz konkursowych (m.in. w Hajnówce czy San Juan).

## Osiągnięcia
Chór wziął udział w wielu konkursach i festiwalach muzycznych. 
- Grand Prix na festiwalu „Cantio Lodziensis”
- I miejsca na Międzynarodowym Festiwalu Muzyki Cerkiewnej w Hajnówce
- I miejsca na Turnieju Chórów „Legnica Cantat"
- Puchar „Złotej Perły” na festiwalu Pekinie (Chiny)
- III miejsca na konkursach w Gorizii (Włochy), Cantonigros (Hiszpania), Mohylewie (Białoruś).
- II miejsce w kategorii chórów zawodowych na Międzynarodowym Festiwalu Muzyki Cerkiewnej „Hajnówka 2015”[6]